# Jeleń wschodni
Jeleń wschodni, sika (Cervus nippon) – gatunek jeleniowatych – jego podgatunki zamieszkują wschodnią część Syberii, Mandżurię, wschodnie Chiny, Koreę, Japonię oraz Tajwan. Introdukowany także w wielu innych krajach. Na teren współczesnej Polski sprowadzony w 1895 i aklimatyzowany w okolicach Elbląga i Pszczyny. Siedliskami jeleni wschodnich są gęste lasy liściaste i mieszane z bogatym podszytem oraz runem, trawiastymi polanami i łąkami. Poławiane dla mięsa, skór i poroża, jako zwierzyna. Łatwo się oswajają. Są hodowane w parkach i na fermach (zaliczane do zwierząt gospodarskich). 

## Systematyka

### Podgatunki
Wyróżniono kilkanaście podgatunków C. nippon:
- C. nippon nippon – jeleń japoński[4]
- C. nippon aplodontus
- C. nippon mantchuricus (C. nippon dybowskii) – jeleń Dybowskiego
- C. nippon mandarinus
- C. nippon grassianus
- C. nippon sichuanicus
- C. nippon yesoensis
- C. nippon taiouanus – jeleń tajwański
- C. nippon pseudaxis – jeleń wietnamski
- C. nippon kopschi
- C. nippon keramae
- C. nippon pulchellus – jeleń wyspowy

## Morfologia
Ubarwienie sierści brunatne, dość zmienne; grzbiet i boki ciała pokryte białawymi cętkami. Długość ciała do 1,5 m, ogona do 20 cm, wysokość w kłębie 75–110 cm, masa ciała do 110 kg. Poroże jelenia wschodniego charakteryzuje się niezbyt silnym odgałęzieniem, a liczba odnóg jest nie większa niż 8. Samica nie posiada poroża. Największe rozmiary osiągają podgatunki syberyjskie, a najmniejsze żyją na Tajwanie.  
Preferuje lasy liściaste i mieszane z gęstym podszytem, ale łatwo przystosowuje się do zmiennych warunków i różnych wysokości (od poziomu morza do 1800 m n.p.m.).

## Tryb życia

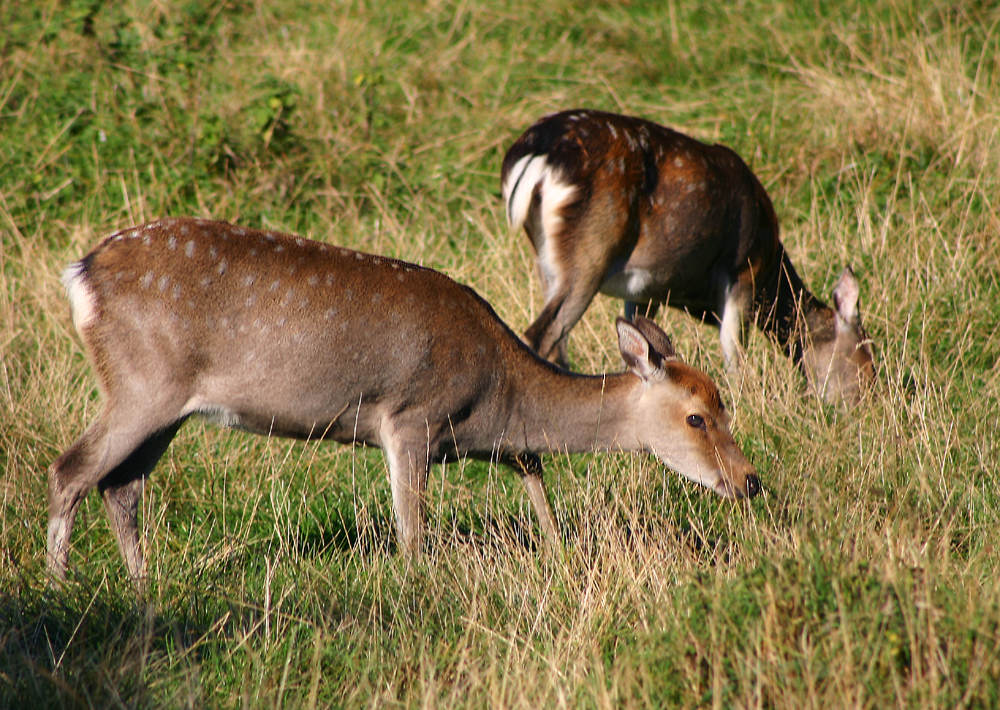
Samice jelenia wschodniego

Dorosłe samce są samotnikami łączącymi się w małe stada tylko w okresie godowym. Stado składa się z kilku łań i jednego byka. Zwierzę żywi się głównie trawą oraz liśćmi drzew i krzewów. Żyją 15–18 lat. Żerują głównie w nocy.
Komunikują się przy pomocy dźwięków. Zapachy wykorzystywane są do przekazywania informacji o gotowości do rozrodu oraz do znakowania terenu.

## Rozmnażanie
Dojrzałość płciową uzyskują ok. 16–18 miesiąca życia. Sika jest gatunkiem poligamicznym. Samiec gromadzi na swoim terytorium haremy do 12 samic.
Gwizdowisko rozpoczyna się w październiku i trwa do końca listopada. Ciąża trwa od 210 do 230 dni, samica rodzi 1–2 młode o wadze urodzeniowej od 4,5–7 kg. Młode przebywają z matką do ukończenia roku.
Sika może krzyżować się z jeleniem szlachetnym.

## Zagrożenia i ochrona
Do najgroźniejszych wrogów jelenia wschodniego należą wilki, tygrysy i ludzie. W Polsce od 1 kwietnia 2022 r. nie jest zaliczany do zwierząt łownych, został wpisany na listę gatunków obcych, które w przypadku uwolnienia do środowiska przyrodniczego mogą zagrozić gatunkom rodzimym lub siedliskom przyrodniczym.